# Pedicularis scullyana
Pedicularis scullyana är en snyltrotsväxtart som beskrevs av David Prain och Carl Maximowicz. Pedicularis scullyana ingår i släktet spiror, och familjen snyltrotsväxter. Inga underarter finns listade i Catalogue of Life.

## Bildgalleri

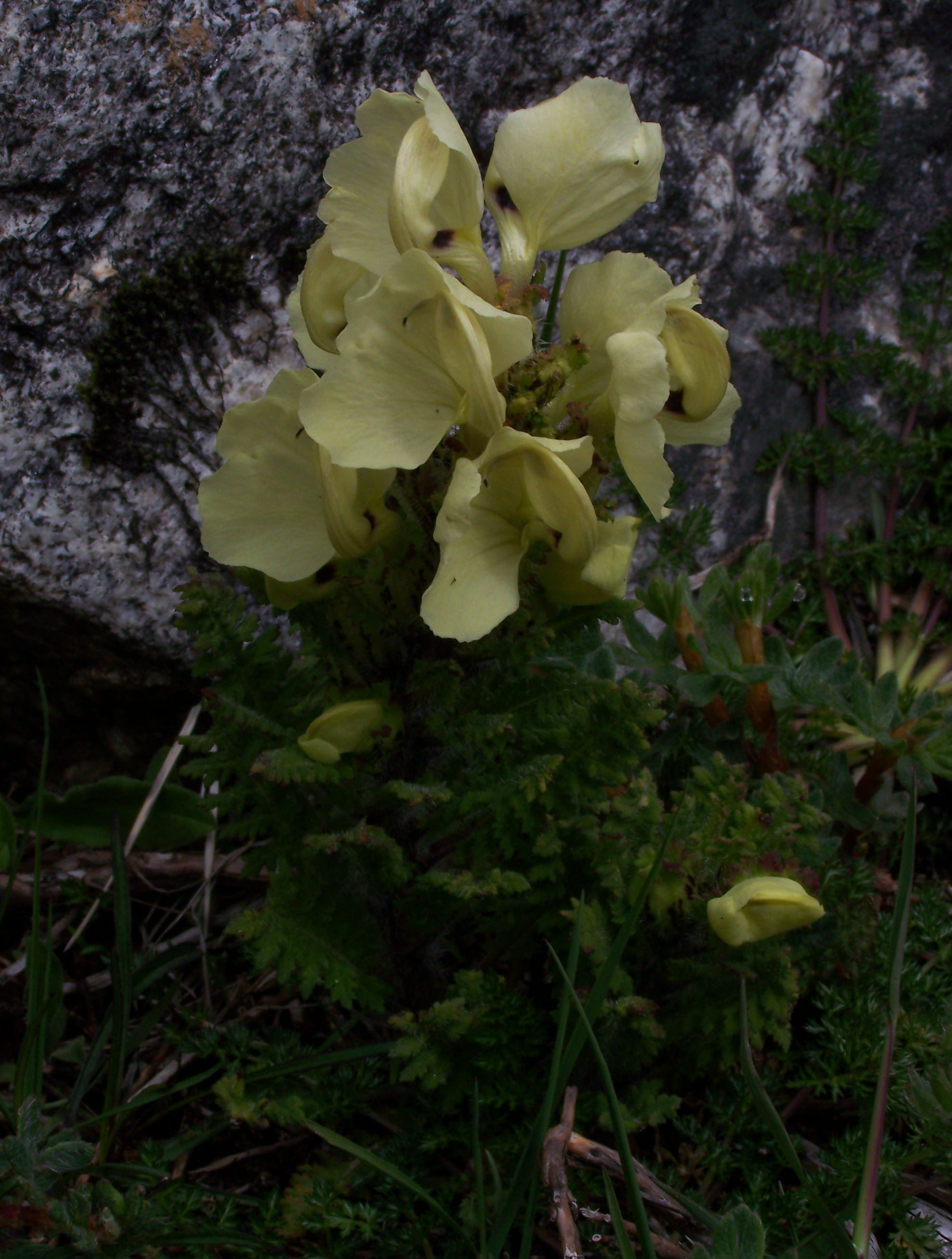